# WABI
WABI (Windows ABI – Windows Application Binary Interface) – oprogramowanie firmy Sun Microsystems, które umożliwia emulację systemów Microsoft Windows; tłumaczy ono wywołania aplikacji Windows na wywołania X Window System.